# Hemert (Groningen)
Hemert (Gronings: Haimert) is een gehucht in de gemeente Groningen in de Nederlandse provincie Groningen. Het ligt aan de rand van de gemeente aan de weg van Stedum naar Lellens en Ten Post. Het gehucht stond in de Middeleeuwen bekend als Hemmuurdh en Heemwerd, hetgeen beheemde, bewoonde wierde betekent. Het gaf zijn naam aan de dochternederzetting Hemeder- of Emmerwolde.
In het gehucht liggen een tweetal wierden met aan de voet daarvan een aantal, deels omgrachte boerderijen. Bij een boerderij ligt achter het huis een omgrachting die doet denken aan een borgstee. Hier stond vroeger de boerderij Boelsemaheert (Hemerterweg 3) die in 1973 afbrandde. Bij deze boerderij stond een duivenslagpoort, die in 1980 naar het landgoed bij de borg Verhildersum bij Leens werd verplaatst. De duivenslagpoort bij de iets oostelijker gelegen boerderij Dinghweer (Hemerterweg 2) staat er nog wel. Dinghweer is een imposante omgrachte boerderij met een mogelijk 17e-eeuwse kern, een voorhuis uit 1860 en een tweede schuur uit begin 19e eeuw.
Vanaf het gehucht loopt de Hemertertocht naar de Westerwijtwerdermaar. Waar de tocht uitkomt op de maar staat een gemaal dat ook Hemert heet.

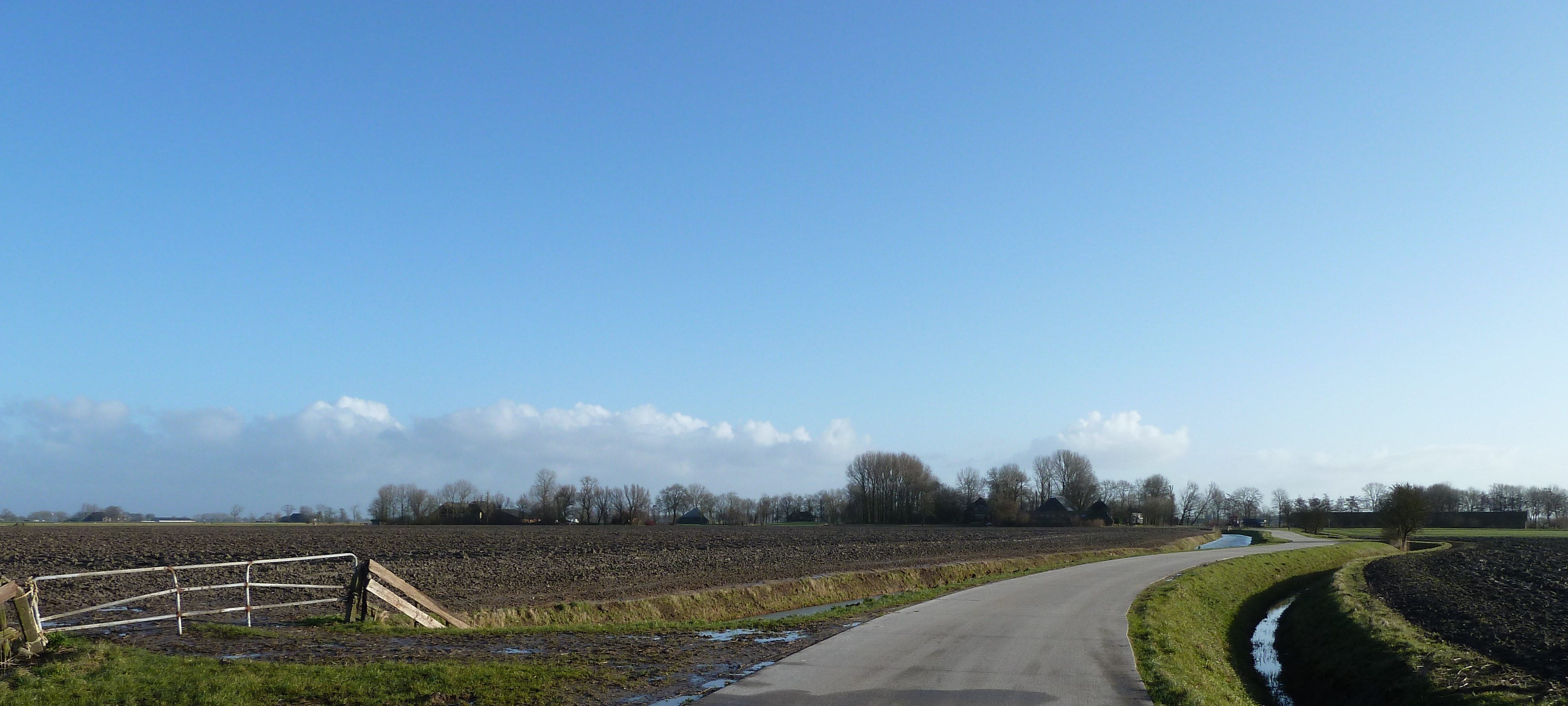
Silhouet van Hemert vanaf de Lellensterweg
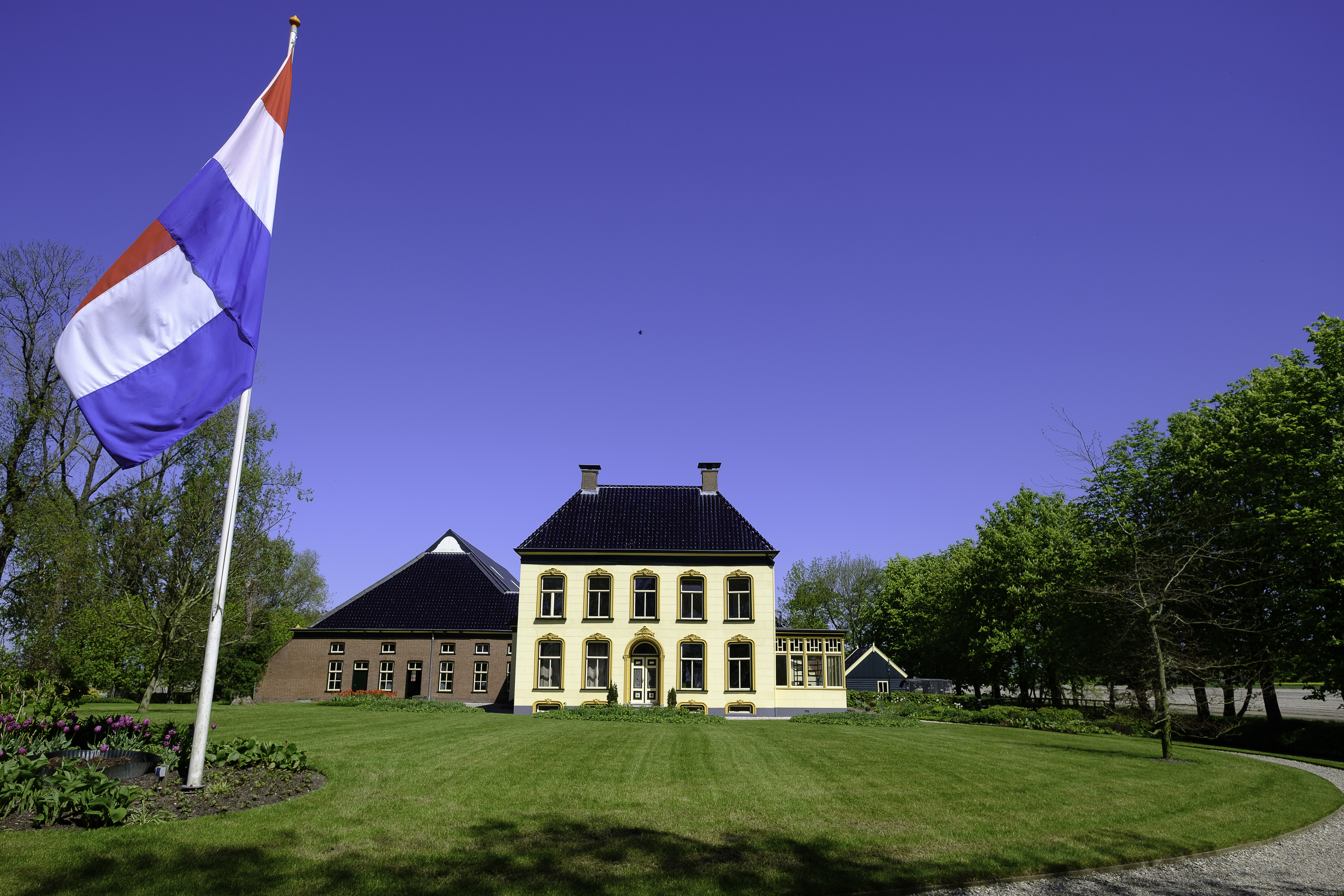
Dinghweer
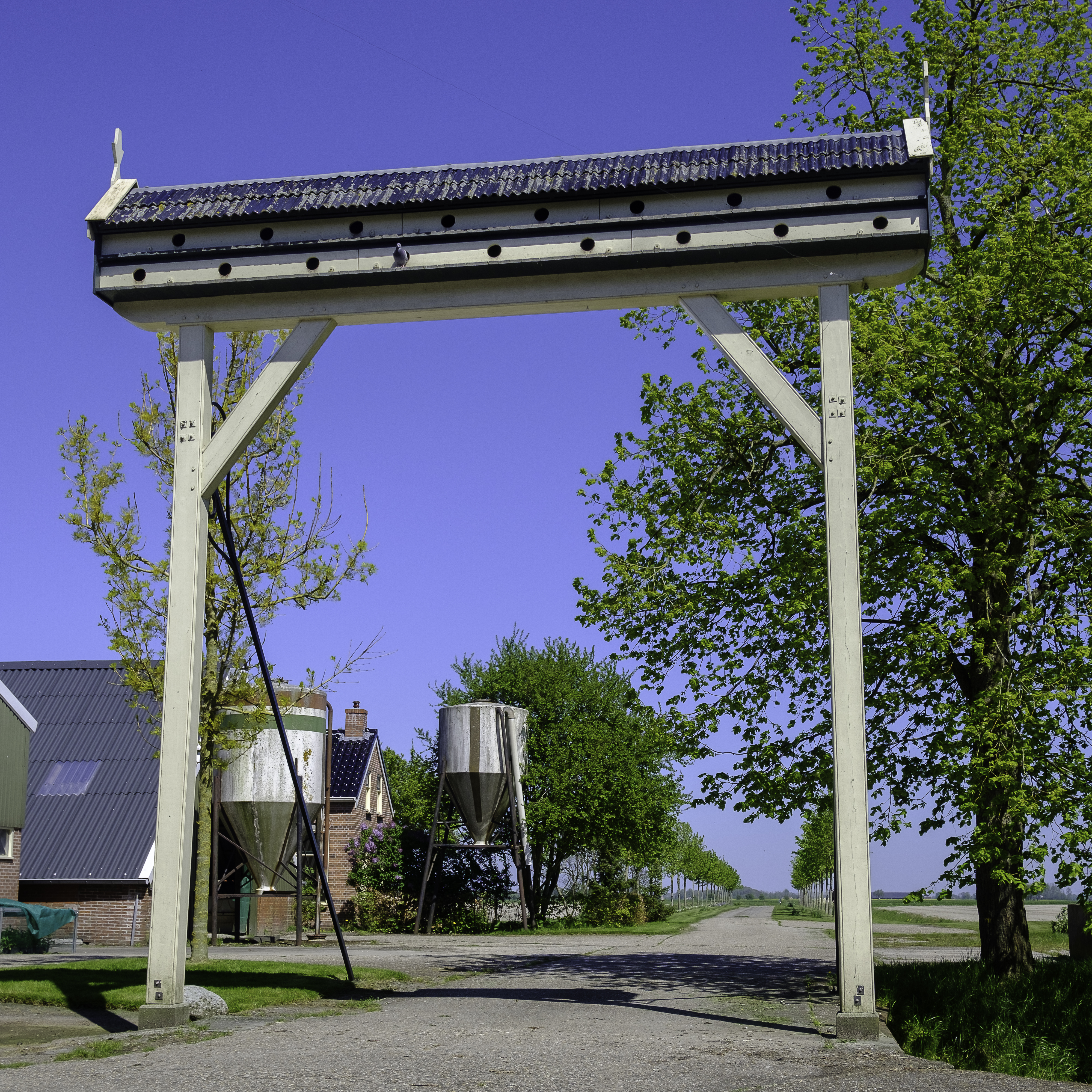
Duivenslagpoort

Stad: Groningen

Dorpen: Garmerwolde · Glimmen · Haren · Harkstede (deels) · Lageland · Lellens · Meerstad · Noordlaren · Onnen · Sint-Annen · Ten Boer · Ten Post · Thesinge · Winneweer · Woltersum

Buurtschappen: Achter-Thesinge · Boltklap · Bouwerschap · Bovenrijge · Dilgt · Dorkwerd · Engelbert · Emmerwolde · Essen · Euvelgunne · Felland · Harendermolen · Hemert · Hemmen · Hoogkerk · Leegkerk · Hoornsedijk · Klein Harkstede · Kröddeburen · Lageweg · Lutjewolde · Middelbert · Noorddijk · Noorderhoogebrug · Oosterdijkshorn · Oosterhoogebrug · Oude Roodehaan · Paterswolde (deels) · Ruischerbrug · Roodehaan · Slaperstil · Steerwolde · Vierverlaten · Wittewierum · Zevenhuisjes

Provincie Groningen: Steden en dorpen      Nederland: Provincies · Gemeenten